# Neurothrips apache
Neurothrips apache är en insektsart som beskrevs av Ian A. Hood 1957. Neurothrips apache ingår i släktet Neurothrips och familjen rörtripsar. Inga underarter finns listade i Catalogue of Life.